# Spiroberotha fernandezi
Spiroberotha fernandezi là một loài côn trùng trong họ Berothidae thuộc bộ Neuroptera. Loài này được Adams miêu tả năm 1990.